# Volkhardt Germer
Volkhardt Germer (* 9. Mai 1944 in Weimar) ist ein ehemaliger deutscher Kommunalpolitiker. Er war von 1994 bis 2006 Oberbürgermeister der Stadt Weimar.

## Leben und Beruf
Nach der Berufsausbildung als Betonfacharbeiter mit Abitur 1962 studierte er bis 1967 an der Pädagogischen Hochschule Zwickau Deutsch- und Sportlehrer. Von 1975 bis 1978 war Germer Sonderaspirant an der Pädagogischen Hochschule Potsdam. Hier erfolgte 1978 auch seine Promotion (Dissertation A). Anschließend trat Germer in die Schulverwaltung der Stadt Weimar ein und war von 1982 bis 1987 Stadtschulrat in Weimar.
Von 1991 bis 1993 war er Geschäftsführer der Firma Aluguß GmbH Weimar.
Volkhardt Germer ist verheiratet mit Frau Roswitha und hat zwei Kinder. Seit 2004 ist er Ehrenmitglied im Verein Deutsche Sprache.

## Abgeordneter
Vor 1990 war Germer für die SED Mitglied des Rates der Stadt Weimar und war für den Bereich Volksbildung als stellvertretender Stadt-Schulrat und ab 1982 als Stadt-Schulrat – also mit der verantwortlichen Zuständigkeit für alle Kindergärten und Schulen in Weimar und für deren Mitarbeiterinnen – tätig. Von 1990 bis 1994 gehörte er der ersten frei gewählten Stadtverordnetenversammlung von Weimar an.

## Öffentliche Ämter
1987 wurde Germer zum stellvertretenden Oberbürgermeister von Weimar ernannt. Ab November 1989 war er schließlich amtierender Oberbürgermeister, da Gerhard Baumgärtel als Minister nach Berlin wechselte. Damit war Germer der erste SED-Oberbürgermeister, nachdem dieses Amt mehrere Jahrzehnte mit CDU-Politikern besetzt war. Auch sein Nachfolger (ab Juni 1990) war CDU-Mitglied. 
1994 wurde Germer als inzwischen parteiloser Kandidat zum Oberbürgermeister von Weimar gewählt. In der Stichwahl konnte er sich mit 53,9 % der Stimmen gegen den aus Fulda stammenden amtierenden OB Klaus Büttner (CDU) durchsetzen. Im Jahr 2000 wurde Germer bei einer Wahlbeteiligung von nur 45,1 % mit 60,9 % der abgegebenen Stimmen im Amt bestätigt. Zur Oberbürgermeisterwahl am 7. Mai 2006 ist Germer nicht mehr angetreten.

## Publikation
- Volkhardt Germer: Struktur und Figurengestaltung als Rezeptionsvorgabe, nachgewiesen an den Werken "Urgötz" und "Götz von Berlichingen" von Johann Wolfgang Goethe. Dissertation A, Potsdam 1978[2]